# Delalandes piepertiran
De Delalandes piepertiran (Corythopis delalandi) is een zangvogel uit de familie Tyrannidae (tirannen). Deze vogel is genoemd naar de Franse natuuronderzoeker Pierre Antoine Delalande (1787-1823).

## Verspreiding en leefgebied
Deze soort komt voor in  centraal en zuidoostelijk Brazilië, oostelijk Bolivia, oostelijk Paraguay en noordoostelijk Argentinië.

## Status
De grootte van de populatie is niet gekwantificeerd maar de soort wordt omschreven als algemeen. Op de Rode lijst van de IUCN heeft deze soort de status niet bedreigd.